# Gilberto Milos

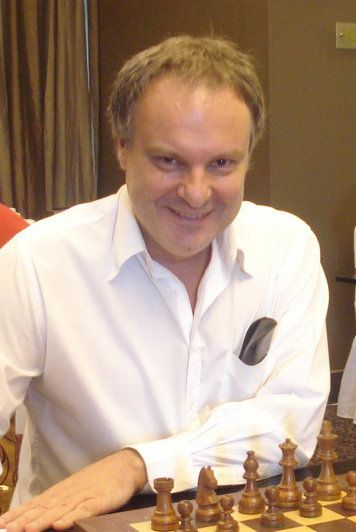
Gilberto Milos

Gilberto Milos (30 oktober 1963) is een Braziliaans schaker met FIDE-rating 2575 in 2017. In oktober 2000 was zijn rating 2644. Hij is sinds 1988 een grootmeester (GM). Hij geeft schaaklessen op internet en plaatst ook regelmatig schaakproblemen.

## Schaakcarrière
Gilberto Milos leerde op vijfjarige leeftijd schaken, dankzij zijn vader. In de periode 1981–1983 werd hij nationaal jeugdkampioen, in 1984, 1985, 1986, 1989, 1994 en 1995 werd hij nationaal kampioen van Brazilië. Hij werd in Santiago de Chile eerste bij de Zuid-Amerikaanse kampioenschappen van 1987, 1998, 2005 en 2007. En hij werd in 1988 eerste in Buenos Aires. In 1998, 1999, 2000, 2002 en 2004 nam hij deel aan de FIDE-Wereldkampioenschappen, maar werd in een vroeg stadium uitgeschakeld. Hij nam in 2005, 2007 en 2009 deel aan de wereldbeker schaken, zijn hoogste resultaat was het bereiken van de tweede ronde in 2009.
Milos werd in 1984 Internationaal Meester (IM) en in 1988 grootmeester (GM). Hij behaalde de eerste prijs in het kampioenschap van Zuid-Amerika in 1987, 1998, 2005 en 2007 in Santiago. Hij werd eerste in Buenos Aires in 1988. Van 5 tot en met 16 augustus 2005 werd met 152 deelnemers in Buenos Aires het Kampioenschap Amerikaans Continent gespeeld dat met 8,5 uit 11 door Lazaro Bruzon gewonnen werd; Gilberto Milos eindigde met 8 punten op een gedeelde tweede plaats. In 2010 won Milos het derde Ibero-Amerikaanse schaakkampioenschap in Mexico-Stad. In 2012 won hij het Festa da Uva open rapidtoernooi.

## Schaakteams
Hij was tussen 1982 en 2014 twaalf keer lid van het Braziliaanse team bij de Schaakolympiade. Ook deed hij in 2010 met Brazilië mee aan het Wereldkampioenschap schaken voor landenteams. En hij nam deel aan de Pan-Amerikaanse teamkampioenschappen van 1985, 1995, 2000, 2009 en 2013; in 2009 won hij met het Braziliaanse team, in 1995 en 2000 behaalde hij het beste individuele resultaat aan bord 1.

## Boeken
Hij schreef twee boeken:
- Karpov vs Kamsky - Die FIDE Weltmeisterschaft 1996
- Schach und Matt (samen met Davy d’Israël)

Ook werkte hij mee aan de ontwikkeling van CHESSIMO: software waarmee men kan leren schaken.

## Externe koppelingen
- (en)   Informatie over schaakpartijen van Gilberto Milos op ChessGames.com
- (en)   Informatie over schaakpartijen van Gilberto Milos op 365chess.com
- (en)  FIDE-ratinggegevens voor Gilberto Milos